# Marihatag
Marihatag è una municipalità di quarta classe delle Filippine, situata nella Provincia di Surigao del Sur, nella Regione di Caraga.
Marihatag è formata da 12 baranggay:
- Alegria
- Amontay
- Antipolo
- Arorogan
- Bayan
- Mahaba
- Mararag
- Poblacion
- San Antonio
- San Isidro
- San Pedro
- Santa Cruz